# Martin Bashir

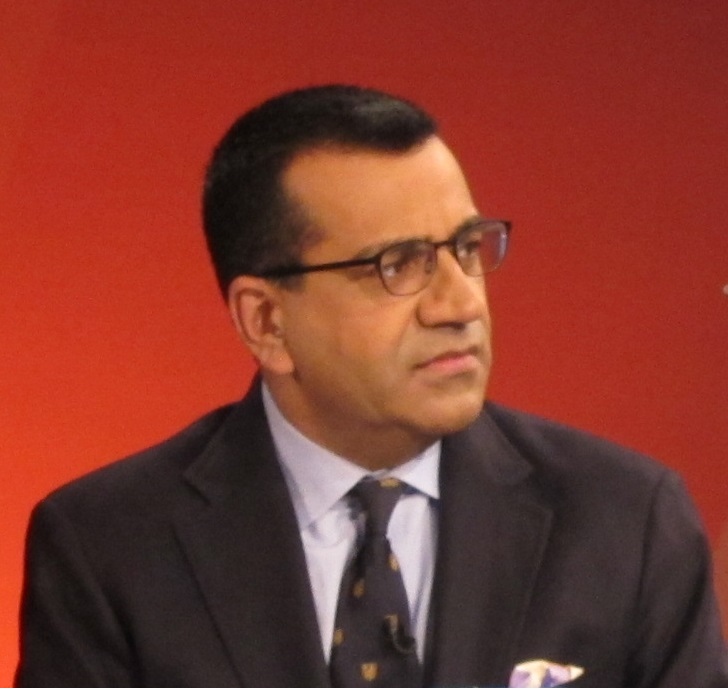
Bashir, 2012

Martin Bashir (Wandsworth (Londen), 19 januari, 1963) is een Engels journalist. Hij werd wereldwijd bekend toen hij in 1995 voor het BBC-programma Panorama prinses Diana interviewde over haar mislukte huwelijk met prins Charles.
Na de BBC werkte hij voor ITV, voor wie hij in 2003 een geruchtmakend interview had met de popster Michael Jackson, en de Amerikaanse netwerken ABC en MSNBC. In 2016 keerde hij terug bij de BBC als correspondent religieuze zaken. Hij nam in mei 2021 ontslag; kort daarna werd bekend dat hij gebruik had gemaakt van vervalste documenten om het interview met prinses Diana te verkrijgen.

## Biografie
Bashir werd geboren in Londen en groeide op in Winchester. Zijn ouders waren liberale moslims die oorspronkelijk afkomstig waren uit Pakistan. Bashir bekeerde zich als tiener tot het christendom en is belijdend gelovig. Hij volgde onderwijs aan de King Alfred's College of Higher Education te Winchester, sinds 2004 de Universiteit van Winchester genoemd. Hij studeerde daar  van 1983 tot 1985 Engels en geschiedenis. Tevens studeerde hij aan King's College London, waar hij een master in theologie behaalde.

## Loopbaan
In 1986 ging Bashir als journalist bij de BBC werken, onder andere voor het documentaire-programma Panorama. Hij werd wereldwijd bekend in 1995, toen hij voor Panorama prinses Diana interviewde over haar mislukte huwelijk met prins Charles. Het programma werd in het Verenigd Koninkrijk bekeken door bijna 23 miljoen kijkers. De BBC noemde het de primeur van een generatie. Bashir en zijn producent kregen voor het interview in 1996 een BAFTA-award.
In 1999 stapte hij over naar ITV, waar hij werkte aan documentaires en aan reportages voor het programma Tonight with Trevor McDonald. In 2003, had Bashir voor ITV een interview met de popster Michael Jackson met de titel Living with Michael Jackson. Het interview bracht Jackson internationaal in een negatief daglicht door zijn levensstijl, voornamelijk doordat hij aangaf soms te slapen met kinderen die hij uitnodigde op zijn landgoed Neverland Ranch. In de kritiek werd ook Bashir niet gespaard. Hij zou de beelden op een sensationele manier hebben gemonteerd, waardoor Jackson er negatief uitkwam. Nadat Jackson het interview had gezien, liet hij een door zijn eigen cameraman gefilmde tegendocumentaire zien. Deze was er vooral op gericht aan te tonen dat Bashir zag wat hij wilde en dit aan de kijker probeerde over te brengen. Zo zag men beelden waarop Bashir Jackson en zijn familie ophemelde, zodat hij het vertrouwen van Jackson won, waarop hij in de documentaire dit beeld weer onderuit haalde. De documentaire van Bashir werd in de hele wereld door tientallen miljoenen mensen bekeken. Naar aanleiding van de documentaire kwam er in de Verenigde Staten zoveel commentaar op Jackson, dat men een rechtszaak tegen hem begon waarin hij ervan werd beschuldigd een jongen te hebben lastiggevallen, die ook in de documentaire genoemd wordt. Jackson werd van alle beschuldigingen vrijgesproken.
In 2004 verhuisde Bashir naar New York, waar hij werkte voor ABC, als co-anchor van het actualiteitenprogramma Nightline. In augustus 2010 verliet Bashir ABC voor MSNBC, waar hij politiek commentator was en een eigen programma presenteerde; ook was hij correspondent voor NBC's Dateline NBC.
Eind 2016 keerde Bashir terug naar BBC News als correspondent religieuze zaken. Na een periode van slechte gezondheid verliet hij de BBC op 14 mei 2021, kort voor de publicatie van een zeer kritisch rapport over zijn werkwijze rond het interview met Diana, prinses van Wales.

## Onderzoek naar interview met prinses Diana
In 2020 kwam naar buiten dat Bashir om het interview met prinses Diana te krijgen gebruik had gemaakt van valse bankafschriften, die ten onrechte de indruk wekten dat mensen in Diana's omgeving werden betaald om haar te bespioneren. De valse bankafschriften waren in opdracht van Bashir gemaakt door Matt Wiessler, een freelance grafisch ontwerper van de BBC. Een intern onderzoek van de BBC had in 1996 geconcludeerd dat de valse documenten uiteindelijk niet waren gebruikt om de prinses te overreden tot het interview, en sprak Bashir vrij van wangedrag.
Graaf Spencer, de broer van de prinses, verklaarde dat hij zonder de vervalste documenten Bashir niet zou hebben voorgesteld aan zijn zus en dat Bashir in een gesprek met de prinses lasterlijke beweringen had gedaan over leden van de koninklijke familie. In november 2020 verontschuldigde de directeur-generaal van de BBC, Tim Davie, zich bij Graaf Spencer voor het gebruik van deze vervalste documenten. Spencer weigerde de verontschuldigingen te aanvaarden en eiste een onderzoek.
Op 18 november 2020 kondigde de BBC een onafhankelijk onderzoek aan naar de manier waarop het interview was verkregen; dit onderzoek werd geleid door John Dyson, een voormalig rechter van het Britse Hooggerechtshof. In mei 2021 oordeelde Dyson dat Bashir zich schuldig had gemaakt aan bedrog en het schenden van de redactionele gedragscode van de BBC. Enkele dagen voor de publicatie van het rapport had Bashir ontslag genomen.

## Wetenswaardigheden
Bashir verscheen in de film Mike Bassett: England Manager, waarin hij zichzelf speelde.